# Jérôme Bonaparte
Jérôme Bonaparte (født 15. november 1784, død 24. juni 1860) var den yngste af Napoleon Bonapartes brødre.

## Biografi
Han blev født Roland Buonaparte i Ajaccio på Korsika, og tjenestegjorde i den franske marine før han drog til USA, hvor han giftede sig med Elizabeth Patterson (1785-1879), datter af en handelsmand fra Baltimore i Maryland. Napoleon annullerede deres ægteskab, men de havde en søn, Jérôme Napoleon Bonaparte, født i Camberwell, Surrey, England.
Jérôme Bonaparte blev udnævnt til konge af den tyske stat Westfalen (1807-1813) med hovedstad i Kassel og giftede sig anden gang med prinsesse Katharina af Württemberg, som han fik en søn med, Napoléon Joseph Charles Paul Bonaparte (1822-1891), også kendt som prins Napoleon. Deres andet barn var prinsesse Mathilde Bonaparte. Efter at hans eget kongedømme blev opløst, fik Jérôme Bonaparte titlen fyrste af Montfort af sin svigerfar, kongen af Württemberg.
Efter Napoleon Bonapartes afsættelse og fangenskab flyttede Jérôme Bonaparte til Italien, hvor han giftede sig for tredje gang, nu med Giustina Pecori-Suárez, som havde været gift med en italiensk adelsmand.
Da hans nevø Louis Napoleon Bonaparte blev præsident i Frankrig i 1848, blev Jerome udnævnt til marskal af Frankrig, præsident for det franske senat og titlen kejserlig prins.
1. ↑  Navnet er anført på engelsk og stammer fra Wikidata hvor navnet endnu ikke findes på dansk.